# Coccygodynie
La coccygodynie ou coccydynie est une douleur localisée au niveau du coccyx, exacerbée à la position assise et au relever. C'est une affection peu fréquente, le plus souvent bénigne, mais très pénible à endurer.

## Historique
La première description d'une coccygodynie est faite en 1588, par le médecin flamand Henri de Smet (1537-1614), chez sa propre épouse à la suite d'un accident survenu en 1588 « Ma femme est tombée sur les fesses, et elle s'est faite si mal au coccyx, qu'elle ne peut plus s'asseoir sans douleur, ni vider ses boyaux ou sa vessie, ni tousser, sans beaucoup de peines. »
En 1726, le chirurgien Jean-Louis Petit  (1674-1750) se hasarde à traiter radicalement les douleurs du coccyx par amputation des pièces osseuses jugées responsables.
En 1859, le chirurgien écossais James Young Simpson (1811-1870) donne à cette affection le nom de coccyodynia (du grec odynê douleur, douleur au coccyx), terme qui avait l'avantage selon lui, de désigner un fait clinique sans préjuger de sa cause,.
En 1950, un auteur américain l'appelle « maladie de la télévision », favorisée par une mauvaise position assise prolongée. Dans la deuxième moitié du XXe siècle, d'autres facteurs favorisants sont discutés comme l'obésité, ou des variations morphologiques (statiques) du coccyx. Les discussions opposent les partisans d'une approche psychopathologique (névrose d'angoisse, douleur de conversion hystérique...), hostiles à toute approche chirurgicale, à ceux qui proposent une cause mécanique, comme une atteinte discale.
À partir de 1994, le français Jean-Yves Maigne introduit la notion de troubles de mobilité du coccyx, objectivables par des radiographies dynamiques, chez un grand nombre de patients atteints de coccygodynie,.

## Causes et circonstances

Coccyx humain, ici en rouge.

L'incidence exacte des coccygodynies n'est pas connue, elles représenteraient moins de 1 % des douleurs du rachis. Les douleurs du coccyx sont plus souvent associés avec l'obésité et le sexe féminin (5 fois plus que chez les hommes), plus souvent les adolescents et les adultes que les enfants.
De façon anecdotique, il a été rapporté qu'une perte de poids rapide pourrait être un facteur de risque par la perte de masse graisseuse servant de coussinet en position assise.
Les causes les plus communes (près de 80 % des cas) sont les traumatismes indirects par chutes comme une chute sur les fesses (glissade sur verglas...), une chute à cheval sur un objet dur (bras de fauteuil, angle de meuble...) et les traumatismes directs, comme un coup de pied. 
Le coccyx est aussi particulièrement exposé à des traumatismes d'origine interne lors des accouchements, surtout lorsqu'ils sont difficiles. C'est aussi le cas des microtraumatismes répétitifs  comme lors de longs voyages sur un siège dur, étroit et inconfortable. 
Les coccydynies non traumatiques, relativement plus rares, ont de nombreuses causes possibles, mais le lien de causalité est plus difficile à démontrer. Les troubles ostéo-articulaires sont représentés par des rhumatismes, hypermobilité ou hypomobilité des pièces sacro-coccygiennes, infections, variantes anatomiques. 
Des maladies du petit bassin peuvent entraîner une coccydynie (douleur radiculaire, douleur projetée...) comme les maladies urogénitales ou anorectales. Beaucoup plus rarement des tumeurs néoplasiques ont été associées à une coccydynie.
Lorsque la coccydynie est prolongée et tenace, sans lésion anatomique, sans anomalie radiologique, et après avoir éliminé toutes les causes organiques connues, elle est alors désignée sous le terme de « coccygodynie essentielle » ou « coccygodynie idiopathique », de troubles de somatisation, et autres troubles psychologiques.

## Clinique
Le début peut être rapide (suite immédiate d'un traumatisme provocateur) ou progressif ou insidieux sur plusieurs semaines ou mois, à distance d'un traumatisme allégué. Les douleurs installées sont variables d'un sujet à l'autre, mais restent identiques chez un même sujet.

### Douleur
Le patient désigne sa douleur se situant au coccyx et à l'articulation sacro-coccygienne. Elle est ressentie comme une douleur vive, superficielle ou profonde. Elle irradie vers le périnée, parfois vers l'anus, souvent vers les fesses, voire plus haut ou plus bas, vers la région lombaire, les aines ou les cuisses.
Cette douleur est accentuée par la position assise, surtout sur un siège dur. Elle peut être aggravée par le lever du siège (pression et décompression étant également douloureuses), la défécation, un rapport sexuel, la marche,. 
Elle oblige souvent le patient à s'asseoir de travers sur une seule fesse, parfois à marcher à petit pas. Elle s'atténue lorsque le patient s'assoit sur ses jambes, ou en position couchée sur le côté, une cuisse fléchie, l'autre étendue.
Ces douleurs sont permanentes et d'intensité variable, lancinantes, avec des paroxysmes à type de brûlures ou de déchirement. Elles peuvent entraîner à la longue une réduction de l'appétit, une constipation réflexe, avec retentissement l'état psychologique entraînant lassitude, inquiétude, et pessimisme.

### Examen clinique
L'examen visuel (inspection) montre le plus souvent une apparence normale de la région sacro-coccygienne. La palpation superficielle de l'articulation, ou la pression sur la pointe du coccyx réveillent la douleur.
Le toucher rectal retrouve une contracture douloureuse des muscles releveurs de l'anus, et une douleur à la mobilisation du coccyx. En principe, le toucher rectal ne retrouve pas d'autres pathologies, intrarectale ou des structures adjacentes.
Le reste de l'examen est le plus souvent normal, notamment celui du rachis lombaire et des membres inférieurs, de même que l'état neurologique.

## Imagerie

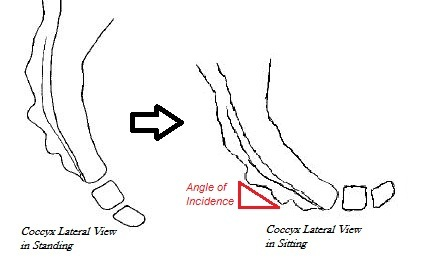
Vues latérales du coccyx, de la position debout à la position assise.

Les radiographies statiques du coccyx ne montrent pas d'anomalies significatives. La coccydynie apparait comme un trouble dynamique, à évaluer par des images dynamiques, par comparaison d'images en superposition (patient en différentes positions, debout, assis, flexion, extension, etc.).
Ces examens permettent d'évaluer les angles de mobilité du coccyx. Un coccyx pivote normalement selon un angle de 5 à 25° lorsque le sujet s'asseoit et se relève. Les sujets ayant une coccygodynie présentent fréquemment une immobilité ou une hypomobilité (moins de 5°), ou au contraire une hypermobilité (plus de 25°). 
La discographie (radiographie par injection de produit de contraste dans les disques intervertébraux) peut être une aide au diagnostic en montrant une atteinte à ces niveaux.

## Diagnostic
Le diagnostic positif est principalement clinique. Il est confirmé par les radiographies dynamiques montrant une luxation ou troubles de mobilité du coccyx.
Le diagnostic différentiel doit éliminer les troubles ano-rectaux (fissure ou une fistule anale, hémorroïdes...). La coccygodynie se distingue d'autres douleurs de la même région :
- La proctalgie (proctalgia fugax) est une douleur brutale, intra-anale, à type de crampe, survenant la nuit, de plusieurs secondes à quelques minutes, à disparition subite, angoissante mais bénigne, attribuée à un spasme du sphincter anal.
- Le syndrome du releveur de l'anus est une douleur musculaire ressentie comme une tension ou une sensation de corps étranger.
- Les douleurs neurologiques comme la névralgie pudendale.

La radiographie permet d'éliminer une fracture du coccyx. L'IRM peut être utile pour éliminer des inflammations des tissus mous, atteintes osseuses ou tumeurs ostéo-articulaires rares.

## Formes cliniques
La coccygodynie peut être mineure (douleur faible à modérée) jusqu'à la forme hyperalgique (rare) à douleurs très intenses.
De façon générale, la coccygodynie évolue d'un seul tenant, en poussées successives. Les formes légères guérissent spontanément en quelques semaines. Les formes moyennes alternent des rémissions, et durent de plusieurs mois à deux ans. 
Les formes dites tenaces résistent aux traitements sur plusieurs années, elles restent bénignes sur le plan vital, mais deviennent handicapantes.

## Traitement
De nombreux cas (formes légères) guérissent spontanément ou avec des moyens simples (sièges adaptés, changement de posture, application de chaud ou de froid sur la zone douloureuse..).
Le traitement de première ligne est conservateur, il est suffisant dans 90 % des cas. Il peut associer des antalgiques et anti-inflammatoires, des techniques manuelles (manipulations, massages, rééducation périnéale…), des infiltrations de corticoïdes ou d'anesthésiques, neurostimulation transcutanée.
En cas d'échec et de handicap important, une résection chirurgicale du coccyx « coccygectomie » peut être indiquée selon les indications de l'imagerie. Malgré l'ancienneté de l'opération, les données fiables sur les résultats sont limités. Des auteurs avancent de bons résultats dans les cas rebelles, mais avec un risque plus élevé d'infections (près de 20 %) et un taux d'échecs de 10 à 40 %. Aussi la chirurgie n'est pas recommandée en général, en restant une option de dernier recours sur des patients sélectionnés,.